# Cololejeunea gymnocolea
Cololejeunea gymnocolea là một loài Rêu trong họ Lejeuneaceae. Loài này được (Spruce) O. Yano mô tả khoa học đầu tiên năm 1984.